# Giustiniano di Limoges
Giustiniano (III secolo), è commemorato come santo dalla Chiesa cattolica.

## Agiografia
Di Giustiniano parla solo un'appendice al Codex Hagiographicus latinus N. 2540 conservato nella Biblioteca Nazionale di Parigi. La storia di Giustiniano rimane però ancora avvolta dalla leggenda.
I suoi genitori, Aniano e Giusta, erano pagani e non avevano figli. Marziale, vescovo di Limoges, li convertì, li battezzò e promise loro un discendente. Quando nacque Giustiniano, essi si recarono a portarne la notizia al vescovo. Per la strada di Angoulême, sulla Charente, il bambino venne al mondo; fu portato da Marziale e da lui battezzato; morì durante il viaggio di ritorno, nel luogo stesso della sua nascita, all'età di quattro giorni. 

## Culto
I miracoli che la leggenda vuole derivanti dalla sua intercessione, gli valsero la venerazione dei religiosi. La festa liturgica si celebra a Limoges il 16 luglio.